# Stafford (Ohio)
Stafford es una villa ubicada en el condado de Monroe en el estado estadounidense de Ohio. En el Censo de 2010 tenía una población de 81 habitantes y una densidad poblacional de 91,98 personas por km².

## Geografía
Stafford se encuentra ubicada en las coordenadas 39°42′45″N 81°16′36″O / 39.71250, -81.27667. Según la Oficina del Censo de los Estados Unidos, Stafford tiene una superficie total de 0.88 km², de la cual 0.88 km² corresponden a tierra firme y (0%) 0 km² es agua.

## Demografía
Según el censo de 2010, había 81 personas residiendo en Stafford. La densidad de población era de 91,98 hab./km². De los 81 habitantes, Stafford estaba compuesto por el 93.83% blancos, el 4.94% eran afroamericanos, el 1.23% eran amerindios, el 0% eran asiáticos, el 0% eran isleños del Pacífico, el 0% eran de otras razas y el 0% pertenecían a dos o más razas. Del total de la población el 0% eran hispanos o latinos de cualquier raza.